# John F. Tefft

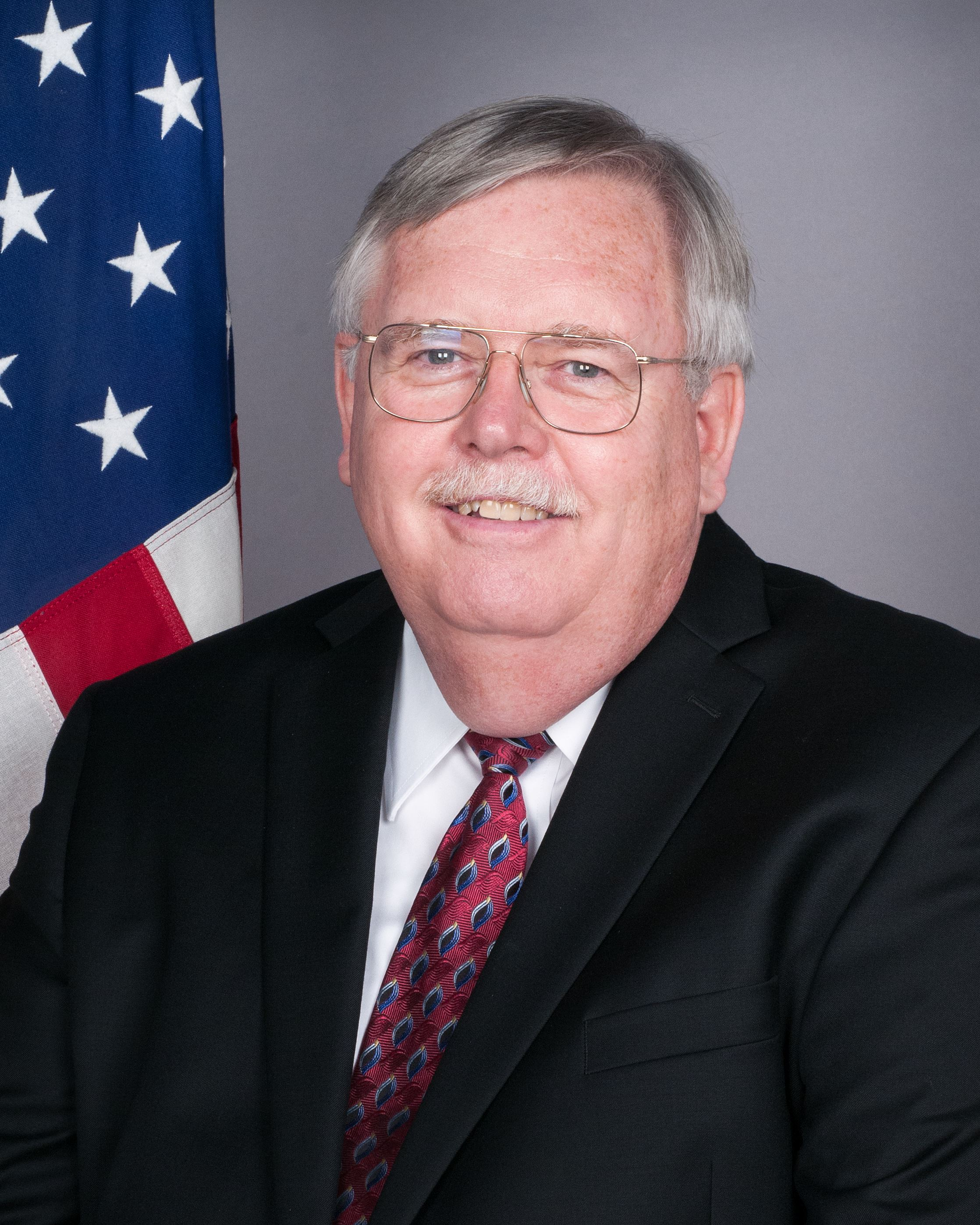
John F. Tefft 2014

John F. Tefft (* 16. August 1949 in Madison, Wisconsin) ist ein US-amerikanischer Diplomat. Seit dem 31. Juli 2014 bis September 2017 war Tefft Botschafter der Vereinigten Staaten in der Russischen Föderation.

## Leben
John F. Tefft machte einen Bachelor-Abschluss an der Marquette University in Milwaukee, Wisconsin und einen Master-Abschluss an der Georgetown University in Washington, D.C.
Seit 1972 ist John F. Tefft Mitarbeiter im auswärtigen Dienst der USA und war als solcher in verschiedenen Funktionen unter anderem in Jerusalem, Budapest und Rom eingesetzt.
In den Jahren 1996 bis 1999 war Tefft in Moskau als stellvertretender US-Botschafter in Russland beschäftigt. Zwischen dem 6. Juli 2004 und seiner Ernennung zum Botschafter in Georgien war er stellvertretender Staatssekretär für europäische Angelegenheiten im US-Außenministerium.
Tefft war außerordentlicher und bevollmächtigter Botschafter der USA in folgenden Staaten:
- Vom 30. August 2000 bis zum 10. Mai 2003 in Litauen (Vilnius)
- Vom 23. August 2005 bis zum 9. September 2009 in Georgien (Tiflis)
- Vom 20. November 2009 bis zum 3. August 2013 in der Ukraine (Kiew)[1] Anschließend verließ er den Diplomatischen Dienst und war ein knappes Jahr in der Privatwirtschaft tätig, bis er aus dem Ruhestand gerufen und erneut zum Botschafter ernannt wurde:
- Seit dem 31. Juli 2014 in Russland.

## Privates
Tefft ist verheiratet und Vater zweier Töchter. Er spricht hebräisch, ungarisch, italienisch, litauisch, russisch und französisch sowie ein wenig georgisch und ukrainisch.